# بين ويد
بين ويد (بالإنجليزية: Ben Wade)‏ هو سياسي أسترالي، ولد في 12 يوليو 1883، وتوفي في 20 ديسمبر 1958. انتخب عضو الجمعية التشريعية نيو ساوث ويلز.